# ドクターサロン
『ドクターサロン』は、ラジオNIKKEI第1放送の『メディカルワイド』枠で放送されている医療情報番組である。杏林製薬の一社提供。放送時間は毎週火曜・木曜 23:00- 23:15 （日本標準時）。

## 概要
対談形式の番組で、医療現場に立つ臨床医たちから寄せられた医療関係の質問に答えるべく、インタビュアー役の医師が質問内容の分野を専門とする医師から話を伺う。